# HD 210702
HD 210702，又名BD+15 4592，SAO 107729、HR 8461，是一颗恒星，视星等为5.95，位于銀經76.29，銀緯-32.02，其B1900.0坐标为赤經22h 7m 1.5s，赤緯+15° -32.02′ 52″。